# Марша Сью Айвінс
Марша Сью Айвінс (англ. Marsha Sue Ivins; нар. 15 квітня 1951, Балтимор) — астронавтка НАСА. Здійснила п'ять космічних польотів на шаттлах: STS-32 (1990), STS-46 (1992), STS-62 (1994), STS-81 (1997), та STS-98 (1998).

## Освіта
- 1969 — закінчила середню школу Нижнього Провидіння (англ. Nether Providence High School) в місті Уоллінгфорд (англ. Wallingford), штат Пенсільванія.
- 1973 — закінчила Університет Колорадо (англ. University of Colorado) в Боулдері і отримала ступінь бакалавра наук з аерокосмічної техніки.

## Робота до космічних польотів
- Липень 1974 — 1980 — інженерка в Космічному центрі імені Джонсона (англ. Johnson Space Center) в Х'юстонi. Працювала над системами управління і бортовими дисплеями космічного корабля Спейс Шаттл і головною руховою установкою.
- 1980 — призначена на посаду льотного інженера літака-тренажера шаттла STA (англ. Shuttle Training Aircraft) і другого пілота на адміністративному літаку НАСА Гольфстрім-1 (англ. Gulfstream-1).

## Космічна підготовка
- Травень 1984 — зарахована до загону астронавтів НАСА як фахівчиня польоту. Пройшла курс загальнокосмічної підготовки з липня 1984 року. По закінченні її в червні 1985 року отримала кваліфікацію спеціаліста польоту і призначення в Відділ астронавтів НАСА
- Працювала в Лабораторії електронного устаткування шаттла (англ. Shuttle Avionics Integration Laboratory - SAIL). Протягом декількох років була операторкою зв'язку (англ. CAPCOM) з екіпажами в Центрі управління польотом і займалася питаннями безпеки та надійності космічної орбітальної станції. Була членкинею команди підтримки астронавтів з випробувань і перевірок орбітального ступеня на мисі Канаверал у Флориді, і членкинею екіпажів підтримки при стартах і посадках корабля.

## Перший космічний політ
Перший космічний політ здійснила з 9 по 20 січня 1990 року як фахівчиня польоту шаттла «Колумбія» за програмою місії STS-32.
Стала 227 людиною, що побувала в космосі (і 138-ю з США). Під час польоту екіпаж успішно запустив супутник Сінком (Synkom) і повернув модуль дослідження тривалої експозиції.
Тривалість польоту склала 10 діб 21 годину 1 хвилину 39 секунд.

## Другий політ
Другий космічний політ здійснила з 31 липня по 8 серпня 1992 року як фахівчиня польоту шатлта «Атлантіс» за програмою місії STS-46. Екіпаж успішно запустив європейський багаторазовий носій (англ. EURECA), провів перше випробування системи пов'язаного супутника (англ. Tethered Satellite System, TSS).
Тривалість польоту склала 7 діб 23 години 16 хвилин 6 секунд.

## Третій політ
Третій космічний політ здійснила з 4 по 18 березня 1994 року як фахівчиня польоту шаттла «Колумбія» за програмою місії STS-62. Були виведені на орбіту два дослідних модулі з вивчення матеріалів в умовах мікрогравітації, проведені експерименти по динаміці космічних систем, випробувана нова система віддаленого управління.
Тривалість польоту склала 13 діб 23 години 17 хвилин 35 секунд.

## Четвертий політ
Четвертий космічний політ здійснила з 12 січня по 22 січня 1997 року як фахівчиня польоту шаттла «Атлантіс» за програмою місії STS-81. Було проведене стикування з орбітальною станцією «Мир», встановлений модуль «Спейсхеб» (англ. Spacehab).
Тривалість польоту склала 10 діб 4:00 56 хвилин 28 секунд.

## П'ятий політ
У серпні 1998 року була призначена в екіпаж експедиції STS-98 як друга фахівчиня польоту.
П'ятий космічний політ здійснила з 7 по 20 лютого 2001 року як друга фахівчиня польоту (англ. MS-2) шаттла «Атлантіс» за програмою місії STS-98. Був доставлений і встановлений на Міжнародної космічної станції (МКС) дослідницький модуль «Дестіні» (англ. Destiny).
Тривалість польоту склала 12 діб 21 година 21 хвилина 0 секунд.

## Подальша космічна підготовка
- Липня 2002 — переведена в розряд астронавтів-менеджерів, проте потім знову була переведена в активні астронавти.
- Працювала у Відділі космічної станції (англ. Space Station Branch) і Відділі шатлів (англ. Shuttle Branch), де займалася питаннями обладнання для екіпажу і системами життєзабезпечення, а також у Відділі перспективних проєктів (англ. Advanced Projects Branch).
- Лютого 2008 — переведена в категорію астронавтів-менеджерів і призначена керівницею Дослідницького Відділу (англ. Exploration Branch) Відділення астронавтів (англ. Astronaut Office) в Космічному центрі Джонсона.

## Льотна кваліфікація
Загальний наліт в атмосфері становить понад 6300 годин на різних типах літальних апаратів.
Має ліцензію на управління багатомоторними літаками, одномоторними літаками, гідролітаками і планерами. Має також ліцензію пілота-інструктора планера.
Загальна тривалість п'яти космічних польотів 55 діб 21 годину 52 хвилини 48 секунд.

## Нагороди
- 5 червня 2007 — медаль НАСА «За видатні заслуги» (англ. NASA Distinguished Service Medal)
- Чотири медалі НАСА «За космічний політ» (англ. NASA Space Flight Medal).